# Acherontia conjuncta
Acherontia conjuncta är en fjärilsart som beskrevs av Tutt 1904. Acherontia conjuncta ingår i släktet Acherontia och familjen svärmare. Inga underarter finns listade i Catalogue of Life.